# 6-Stunden-Rennen von Austin 2013

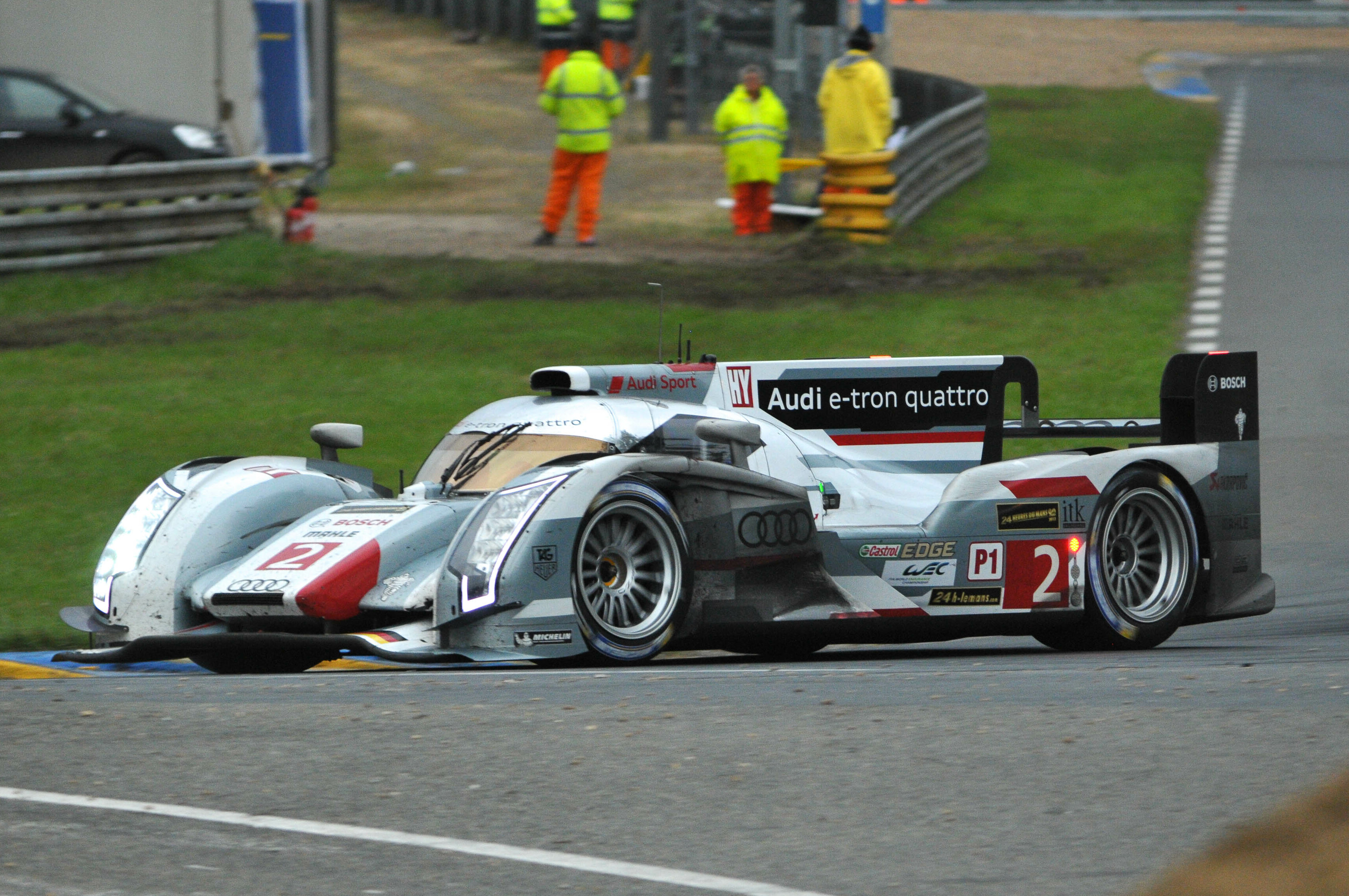
Audi R18 e-tron quattro mit der Startnummer 2; Siegerwagen von Loïc Duval, Tom Kristensen und Allan McNish

Das 6-Stunden-Rennen von Austin 2013, auch WEC 6 Hours of Circuit of the Americas 2013, fand am 22. September auf dem Circuit of The Americas statt und war der fünfte Wertungslauf der FIA-Langstrecken-Weltmeisterschaft dieses Jahres.

## Das Rennen
Auch der fünfte Wertungslauf der FIA-Langstrecken-Weltmeisterschaft 2013 endete mit dem Gesamtsieg eines Audi R18 e-tron quattro. Loïc Duval,  Tom Kristensen und Allan McNish hatten im Ziel 23 Sekunden Vorsprung auf den Toyota TS030 Hybrid von Anthony Davidson, Stéphane Sarrazin und  Sébastien Buemi.
Die LMP2-Klasse gewannen Roman Russinow, John Martin und Mike Conway auf einem Oreca 03. Die GTE-Klassen endeten mit dem Erfolg von Bruno Senna und Frédéric Makowiecki im Aston Martin Vantage GTE in der Pro und Jamie Campbell-Walter und Stuart Hall, ebenfalls auf einem Aston Martin Vantage GTE, in der Amateurklasse.

## Ergebnisse

### Schlussklassement
| Pos.            | Klasse    | Nr. | Team                    | Fahrer                                             | Fahrzeug                  | Runden |
| --------------- | --------- | --- | ----------------------- | -------------------------------------------------- | ------------------------- | ------ |
| 1               | LMP1      | 2   | Audi Sport Team Joest   | Loïc Duval Tom Kristensen Allan McNish             | Audi R18 e-tron quattro   | 187    |
| 2               | LMP1      | 8   | Toyota Racing           | Anthony Davidson Stéphane Sarrazin Sébastien Buemi | Toyota TS030 Hybrid       | 187    |
| 3               | LMP1      | 1   | Audi Sport Team Joest   | André Lotterer Marcel Fässler Benoît Tréluyer      | Audi R18 e-tron quattro   | 186    |
| 4               | LMP1      | 12  | Rebellion Racing        | Nicolas Prost Neel Jani Nick Heidfeld              | Lola B12/60               | 183    |
| 5               | LMP2      | 26  | G-Drive Racing          | Roman Russinow John Martin Mike Conway             | Oreca 03                  | 178    |
| 6               | LMP2      | 49  | Pecom Racing            | Luís Pérez Companc Pierre Kaffer Nicolas Minassian | Oreca 03                  | 177    |
| 7               | LMP2      | 32  | Lotus                   | Thomas Holzer Dominik Kraihamer Jan Charouz        | Lotus T128                | 174    |
| 8               | LMP2      | 25  | Delta-ADR               | Tor Graves James Walker Rudy Junco                 | Oreca 03                  | 173    |
| 9               | LMP2      | 41  | Greaves Motorsport      | Christian Zugel Chris Dyson Tom Kimber-Smith       | Zytek Z11SN               | 172    |
| 10              | LMP2      | 24  | OAK Racing              | Olivier Pla Alex Brundle David Heinemeier Hansson  | Morgan LMP2               | 172    |
| 11              | LMP2      | 35  | OAK Racing              | Bertrand Baguette Martin Plowman Ricardo González  | Morgan LMP2               | 170    |
| 12              | LMGTE-Pro | 99  | Aston Martin Racing     | Bruno Senna Frédéric Makowiecki                    | Aston Martin Vantage GTE  | 167    |
| 13              | LMGTE-Pro | 51  | AF Corse                | Gianmaria Bruni Giancarlo Fisichella               | Ferrari 458 Italia GT2    | 167    |
| 14              | LMGTE-Pro | 71  | AF Corse                | Kamui Kobayashi Toni Vilander                      | Ferrari 458 Italia GT2    | 167    |
| 15              | LMGTE-Pro | 92  | Porsche AG Team Manthey | Marc Lieb Richard Lietz                            | Porsche 911 RSR           | 167    |
| 16              | LMGTE-Am  | 96  | Aston Martin Racing     | Jamie Campbell-Walter Stuart Hall                  | Aston Martin Vantage GTE  | 165    |
| 17              | LMGTE-Am  | 95  | Aston Martin Racing     | Kristian Poulsen Christoffer Nygaard Nicki Thiim   | Aston Martin Vantage GTE  | 165    |
| 18              | LMGTE-Am  | 76  | IMSA Performance Matmut | Raymond Narac Jean Karl Vernay Christophe Bourret  | Porsche 997 GT3-RSR       | 165    |
| 19              | LMGTE-Am  | 81  | 8 Stars Motorsports     | Vicente Potolicchio Rui Águas Matteo Malucelli     | Ferrari 458 Italia GT2    | 164    |
| 20              | LMGTE-Pro | 91  | Porsche AG Team Manthey | Jörg Bergmeister Patrick Pilet                     | Porsche 911 RSR           | 163    |
| 21              | LMGTE-Am  | 88  | Proton Competition      | Christian Ried Gianluca Roda Paolo Ruberti         | Porsche 997 GT3-RSR       | 163    |
| 22              | LMGTE-Am  | 50  | Larbre Compétition      | Patrick Bornhauser Julien Canal Fernando Rees      | Chevrolet Corvette C6-ZR1 | 163    |
| 23              | LMGTE-Am  | 61  | AF Corse                | Jack Gerber Matt Griffin Marco Cioci               | Ferrari 458 Italia GT2    | 162    |
| 24              | LMGTE-Am  | 57  | Krohn Racing            | Tracy Krohn Niclas Jönsson Maurizio Mediani        | Ferrari 458 Italia GT2    | 156    |
| 25              | LMP2      | 45  | OAK Racing              | Jacques Nicolet Jean-Marc Merlin Érik Maris        | Morgan LMP2               | 148    |
| Ausgefallen     |           |     |                         |                                                    |                           |        |
| 26              | LMGTE-Pro | 97  | Aston Martin Racing     | Darren Turner Stefan Mücke Oliver Gavin            | Aston Martin Vantage GTE  | 118    |
| 27              | LMGTE-Pro | 98  | Aston Martin Racing     | Pedro Lamy Paul Dalla Lana Richie Stanaway         | Aston Martin Vantage GTE  | 84     |
| Nicht gestartet |           |     |                         |                                                    |                           |        |
| 28              | LMP2      | 31  | Lotus                   | Kevin Weeda Vitantonio Liuzzi James Rossiter       | Lotus T128                | 1      |

1 nicht gestartet

### Nur in der Meldeliste
Zu diesem Rennen sind keine weiteren Meldungen bekannt.

### Klassensieger
| Klasse    | Fahrer                | Fahrer              | Fahrer       | Fahrzeug                 | Platzierung im Gesamtklassement |
| --------- | --------------------- | ------------------- | ------------ | ------------------------ | ------------------------------- |
| LMP1      | Loïc Duval            | Tom Kristensen      | Allan McNish | Audi R18 e-tron quattro  | Gesamtsieg                      |
| LMP2      | Roman Russinow        | John Martin         | Mike Conway  | Oreca 03                 | Rang 5                          |
| LMGTE-Pro | Bruno Senna           | Frédéric Makowiecki |              | Aston Martin Vantage GTE | Rang 12                         |
| LMGTE-Am  | Jamie Campbell-Walter | Stuart Hall         |              | Aston Martin Vantage GTE | Rang 16                         |

### Renndaten
- Gemeldet: 28
- Gestartet: 27
- Gewertet: 25
- Rennklassen: 4
- Zuschauer: 8500
- Wetter am Rennwochenende: heiß und trocken
- Streckenlänge: 5,472 km
- Fahrzeit des Siegerteams: 6:00:31,331 Stunden
- Runden des Siegerteams: 187
- Distanz des Siegerteams: 1031,490 km
- Siegerschnitt: 171,700 km/h
- Pole Position: Loïc Duval – Audi R18 e-tron quattro (#2) – 1:47,520
- Schnellste Rennrunde: Benoît Tréluyer – Audi R18 e-tron quattro (#1) – 1:47,375 = 184,900 km/h
- Rennserie: 5. Lauf zur FIA-Langstrecken-Weltmeisterschaft 2013